# Bekamo
Bekamo war ein Berliner Motorradhersteller, der von 1922 bis 1925 Kleinmotorräder produzierte. Als einziger Motorradhersteller baute Bekamo Motorräder mit Holzrahmen in Serie.

## Geschichte und Technik

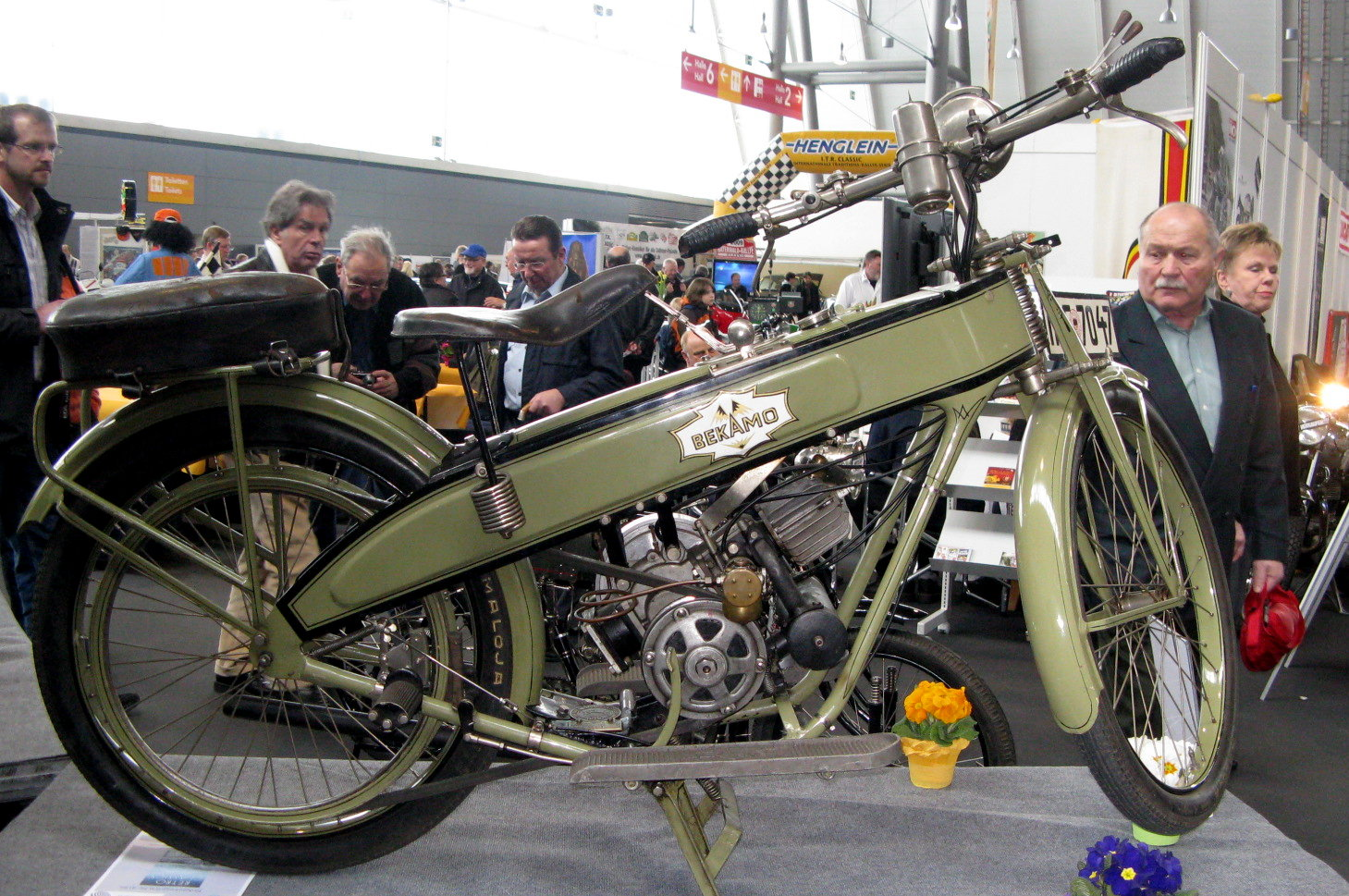
Bekamo mit Holzrahmen, 3,5 PS von 1922

1922 gründete Hugo Ruppe die Berliner Kleinmotoren Aktiengesellschaft (Bekamo) in Berlin, Bremer Straße 148. Dort entwickelte er einen Nasenkolben-Zweitaktmotor mit Ladepumpe, der über einen Ringkanal am Kurbelgehäuse gesteuert wurde. Die sogenannte „Hilfspumpe“ lag als Kolbenladepumpe dem Arbeitskolben im Kurbelgehäuse gegenüber. Der zum Arbeitskolben gegenläufig arbeitende Ladekolben vergrößerte das Ansaugvolumen des Kurbelgehäuses. Das Kraftstoff-Luft-Gemisch wurde von einem Magnetzünder entflammt. Das nur 52 kg schwere Kleinmotorrad hatte einen Motor mit einem Hubraum von 129 cm³ (Bohrung 50 mm, Hub 66 mm), der eine maximale Leistung von 3,5 PS erbrachte. Die Kraft wurde über eine korkbelegte Konuskupplung und ein Zweiganggetriebe mit einem Keilriemen auf das Hinterrad übertragen. Der unkonventionelle Motorradrahmen bestand aus Eschenholz, das beidseitig mit Blecharmierungen beschlagen war. Der Motor lag nach vorn geneigt in einem Hilfsrahmen unterhalb des Kastenrahmens. Spätere Modelle wurden – auf ausdrücklichen Kundenwunsch – mit Stahlrohrrahmen ausgeliefert. Eine Version mit 146 cm³ Hubraum (53 mm Bohrung) soll eine Leistung von 6 PS abgegeben haben. 1925 musste das Unternehmen seine Produktion in Berlin einstellen.
Außerdem stellte Bekamo zwischen 1924 und 1926 dreirädrige Nutzfahrzeuge mit vorderem Einzelrad her.
Am 15. Februar 1924 gründete Hugo Ruppe die Firma Bekamo Motoren-Gesellschaft Kaehlert und Ruppe in Rumburk. Dort wurden noch bis 1929 Bekamo-Zweitaktmotoren gefertigt, die unter anderem vom Berliner Hersteller Brand als Einbaumotoren verwendet wurden und in den „Rinco“-Kettensägen Verwendung fanden.

## Motorradrennen
In der Pionierzeit des deutschen Motorradrennsports konnte Bekamo mit einigen Siegen in den kleinen Klassen auf sich aufmerksam machen. So siegten beispielsweise 1923 Josef Thevis im 150er-Lauf beim Bäderrennen in Swinemünde, Max Hucke beim AVUS-Rennen in Berlin (150 cm³ und 200 cm³) und beim Schleizer Dreieckrennen (350 cm³) sowie 1924 Franz Islinger bei der Zuverlässigkeitsfahrt durch den Odenwald.